# Glen Cavender
Glen Cavender (Tucson, 19 settembre 1883 – Hollywood, 9 febbraio 1962) è stato un attore statunitense.

## Filmografia parziale
- Charlot panettiere (Dough and Dynamite), regia di Charlie Chaplin (1914) - cortometraggio
- Fatty's Reckless Fling, regia di Fatty Arbuckle (1915) - cortometraggio
- Fatty's Faithful Fido, regia di Fatty Arbuckle (1915) - cortometraggio
- Wished on Mabel, regia di Mabel Normand (1915) - cortometraggio
- Fatty and the Broadway Stars, regia di Fatty Arbuckle (1915) - cortometraggio
- A Submarine Pirate, regia di Charles Avery e Syd Chaplin (1915) - cortometraggio
- Fatty and Mabel Adrift, regia di Roscoe "Fatty" Arbuckle (1916) - cortometraggio
- La casa tempestosa (The Rough House), regia di Roscoe Arbuckle e Buster Keaton (1917) - cortometraggio
- The Pullman Bride, regia di Clarence G. Badger (1917)
- Il cuoco (The Cook), regia di Roscoe Arbuckle (1918)
- A Scrap of Paper, regia di Fatty Arbuckle (1918) - cortometraggio
- Iron to Gold, regia di Bernard J. Durning (1922)
- The Pest, regia di Broncho Billy Anderson (1922)
- Main Street, regia di Harry Beaumont (1923)
- Pie-Eyed, regia di Scott Pembroke e Joe Rock (1925) - cortometraggio
- The Snow Hawk, regia di Scott Pembroke e Joe Rock (1925) - cortometraggio
- The Sleuth, regia di Joe Rock e Harry Sweet (1925) - cortometraggio
- The Fighting Dude, regia di Fatty Arbuckle (1925) - cortometraggio
- Come vinsi la guerra (The General), regia di Clyde Bruckman e Buster Keaton (1926)
- La tigre del Bengala (Bengal Tiger), regia di Louis King (1936)
- L'ombra che cammina (The Walking Dead), regia di Michael Curtiz (1936)
- Garden of the Moon, regia di Busby Berkeley (1938)
- Con mia moglie è un'altra cosa (Affectionately Yours), regia di Lloyd Bacon (1941)